# Cupido carswelli
Cupido carswelli is een vlinder uit de familie Lycaenidae. De wetenschappelijke naam van de soort is gepubliceerd in 1927 door Henri Stempffer.

## Taxonomie
Door sommige auteurs wordt Cupido carswelli als een ondersoort van Cupido minimus beschouwd.

## Verspreiding
De soort komt alleen voor in het zuidoosten van Spanje.